# Phymatolithon
Genre
Phymatolithon est un genre d’algues rouges de la famille des Hapalidiaceae et de la sous-famille des Melobesioideae produisant des concrétions calcaires. 

## Liste d'espèces
Selon AlgaeBase (6 déc. 2012) :
- Phymatolithon brunneum Y.M.Chamberlain
- Phymatolithon calcareum (Pallas) W.H.Adey & D.L.McKibbin (espèce type)
- Phymatolithon emboloides  (Sans vérification)
- Phymatolithon investiens (Foslie) Foslie
- Phymatolithon laevigatum (Foslie) Foslie
- Phymatolithon lamii (M.Lemoine) Y.M.Chamberlain
- Phymatolithon lenormandii (Areschoug) W.H.Adey
- Phymatolithon loculosum (Kjellman) Foslie (Sans vérification)
- Phymatolithon masonianum Wilks & Woelkerling
- Phymatolithon notatum (Foslie) Adey
- Phymatolithon oblimans (Heydrich) De Toni (Sans vérification)
- Phymatolithon ocellatum (Foslie) Foslie (Sans vérification)
- Phymatolithon purpureum (P.L.Crouan & H.M.Crouan) Woelkerling & L.M.Irvine
- Phymatolithon repandum (Foslie) Wilks & Woelkerling
- Phymatolithon tenuissimum (Foslie) W.H.Adey

Selon Catalogue of Life (6 déc. 2012) :
- Phymatolithon adeyi
- Phymatolithon brunneum
- Phymatolithon calcareum
- Phymatolithon investiens
- Phymatolithon laevigatum
- Phymatolithon lamii
- Phymatolithon lenormandii
- Phymatolithon masonianum
- Phymatolithon muricatum
- Phymatolithon notatum
- Phymatolithon purpureum
- Phymatolithon repandum
- Phymatolithon tenue
- Phymatolithon tenuissimum

Selon ITIS (6 déc. 2012) :
- Phymatolithon calcareum
- Phymatolithon lenormandii
- Phymatolithon polymorphum (Linnaeus) Foslie

Selon NCBI (6 déc. 2012) :
- Phymatolithon laevigatum
- Phymatolithon lenormandii
- Phymatolithon repandum

Selon World Register of Marine Species (6 déc. 2012) :
- Phymatolithon bornetii (Foslie) Foslie
- Phymatolithon brunneum Y.M.Chamberlain, 1994
- Phymatolithon calcareum (Pallas) W.H.Adey & D.L.McKibbin, 1970
- Phymatolithon investiens (Foslie) Foslie, 1905
- Phymatolithon laevigatum (Foslie) Foslie, 1898
- Phymatolithon lamii (M.Lemoine) Y.M.Chamberlain, 1991
- Phymatolithon lenormandii (Areschoug) W.H.Adey, 1966
- Phymatolithon masonianum Wilks & Woelkerling, 1994
- Phymatolithon notatum (Foslie) Adey, 1970
- Phymatolithon purpureum (P.L.Crouan & H.M.Crouan) Woelkerling & L.M.Irvine, 1986
- Phymatolithon repandum (Foslie) Wilks & Woelkerling, 1994
- Phymatolithon tenuissimum (Foslie) W.H.Adey, 1970